# Bengt Ljungquist
Bengt Helge Ljungquist, född 20 september 1912 i Umeå, död 15 juli 1979 i Förslöv, var en svensk officer, fäktare och ryttare. Han blev olympisk bronsmedaljör i London 1948 och olympisk silvermedaljör i Helsingfors 1952.
Ljungquist avlade studentexamen i Stockholm 1931. Han blev fänrik i Livregementets husarer 1934 och löjtnant där 1936. Efter att ha genomgått Krigshögskolan 1938–1940 befordrades han till ryttmästare 1943, till major 1954 och till överstelöjtnant 1959. Ljungquist var lärare vid Krigsskolan 1944–1948, militär instruktör i Etiopien 1948–1950, chef för kavalleriets kadettskola 1950–1954, sekundchef för Livgardesskvadronen 1955–1959 och sekundchef för Livregementets husarer 1959–1967. Han blev riddare av Svärdsorden 1954.